# Supreme Headquarters Allied Expeditionary Force
Supreme Headquarters Allied Expeditionary Force, SHAEF, var högkvarteret för befälhavaren för de allierade i Västeuropa, från sent 1943 till slutet av andra världskriget. General Dwight D. Eisenhower förde befälet över SHAEF genom hela dess existens.